# ودجون تشيلوي
ودجون تشيلوي (بالإنجليزية: Chiloé wigeon)‏ (الإسم العلمي:Anas sibilatrix) أو الودجون الجنوبي، هو أحد الأنواع الثلاثة من طائر الودجون، يقطن في أمريكا الجنوبية، وخاصة في جزيرة تشيلوي إحدى جزر تشيلي، يبلغ طولها من 46-56 سم ويبلغ طول جناحيها من 75-86 سم، ويبلغ وزنها حوالي 800 غرام، يمتاز بلون رأسه الممزوج بين الأخضر والأزرق، وأطراف بيضاء وجناحين ذو لون أسود، يتغذى على النباتات المائية والحشائش والطحالب في السواحل.